# Komňa
Komňa (deutsch Komna oder Komnia) ist eine Gemeinde im Okres Uherské Hradiště in Tschechien. Sie gehört zur Region Zlínský kraj.

## Lage
Komňa zieht sich entlang des Baches Koménka am Fuß der Weißen Karpaten.

## Geschichte
1261 wurde Komňa erstmals in Verbindung mit der Festung Zuvačov auf dem Berg Hrádek erwähnt. Während der Hussitenkriege wurde es vermutlich zerstört. Der Ort ist einer der möglichen Geburtsorte des Pädagogen Johann Amos Comenius, der seinen Nachnamen nach dem Ort gewählt haben soll. Jedenfalls war Komňa der Sitz seiner Ahnen, der Segesch. Im 18. und 19. Jahrhundert galt es als Zentrum der Herstellung von Veterinärzangen.

## Sehenswürdigkeiten
- Ruine der Burg Zuvačov, 13. Jahrhundert
- Kirche des Hl. Jakob des Größeren, 1846
- Denkmal des Johann Amos Comenius, 1774